# 天主教圣克劳德教区
天主教聖克勞德教區（拉丁語：Dioecesis Sancti Clodoaldi）是美國一個羅馬天主教教區，屬聖保祿及明尼波利斯總教區。成立於1889年9月22日。
範圍包括明尼蘇達州中部，教座位於聖克勞德。2010年有教友142,576人（佔轄區總人口25.5%）、135個堂區、218名司鐸。現任教區主教若望·方濟·金尼。